# Бојана Лекић
Бојана Лекић (Београд, 9. септембар 1966) српска је новинарка. Завршила је Филолошки факултет у Београду. Радила је за Омладинске новине, ТВ Београд, Студио Б, Б92, РТС, БК ТВ. Данас је власник фирме Брендон, која се бави консалтингом, едукацијом и продукцијом.

## Каријера
Постала је позната као уредник и водитељ у Б92 и емисијом „У четири ока са Бојаном Лекић“. Након добијања награде фондације „Браће Карић“ у 2001. улази у сукоб са директором Б92 након чега напушта Б92.
Радила је као најмлађи уредник политичког програма РТС-а, а касније је прешла у БК ТВ од 20. марта 2004. до 11. априла 2006. Бојана Лекић именована је за генералну директорку телевизије "Авала" 2010. На тој дужности је била до децембра 2011. године.
Има своју колумну у недељнику НИН.

## Награде
- награда „Југ Гризељ“ за истраживачко новинарство за 1995.
- награда фондација „Браћа Карић“ у 2001. години